# Пауль Цорнер
Пауль Антон Гвідо Цорнер, при народженні — Цлох (нім. Paul Anton Guido Zorner (Zloch); 31 березня 1920, Робен — 27 січня 2014, Гомбург) — німецький льотчик-ас нічної винищувальної авіації, майор люфтваффе вермахту (1944) і резерву люфтваффе бундесверу. Кавалер Лицарського хреста Залізного хреста з дубовим листям.

## Біографія
В жовтні 1938 року призваний в армію і в березні 1939 року направлений в авіаційне училище в Берліні-Гатові, де в березні 1940 року був залишений як інструктор. В березні 1941 року переведений у діючу армію. З червня 1941 року у складі 4-го повітряного флоту брав участь в Німецько-радянській війні. В січні-травні 1942 року пройшов підготовку нічного винищувача і був направлений в 2-у групу 2-ї ескадри нічних винищувачів. З 2 грудня 1942 року — командир 8-ї ескадрильї 3-ї ескадри нічних винищувачів; літав на Do.217 і на Bf.110. Першу перемогу здобув в січні 1943 року, а до 25 липня 1943 року його рахунку були 10 збитих літаків. В ніч на 18 серпня 1943 року збив 2 «Ланкастери», в тому числу літак командира 57-ї ескадрильї Королівських ВПС Гаскілла, а в ніч на 24 грудня 1943 року — 3 бомбардувальники. 3 січня 1944 року здобув свою 20-у перемогу, а в ніч на 6 січня збив 2 «Галіфакси». В ніч проти 20 лютого 1944 року під час оборони Лейпцига протягом 30 хвилин збив 4 бомбардувальники — «Ланкастер» і 3 «Галіфакси» (загальний рахунок його перемог досяг 30). 24 лютого він збив 5 бомбардувальників. З 16 березня 1944 року — командир 3-ї групи 5-ї ескадри нічних винищувачів. 24 березня 1944 року здобув свою 38-му перемогу, а в ніч на 27 березня — вже 41-у. З 21 жовтня 1944 року — командир 2-ї групи 100-ї ескадри нічних винищувачів. 8 травня 1945 року в районі Карлсбада здався в полон американським військам, але 10 травня був переданий радянським військам. В січні 1950 року звільнений.
Всього за час бойових дій здійснив 272 бойові вильоти (в тому числі 110 як нічний винищувач) і збив 59 літаків.
Вивчав машинобудування в Штутгарті. В 1956 році вступив в бундесвер, проте в наступному році звільнився в резерв, оскільки за станом здоров'я не отримав дозвіл на польоти. Після цього працював в сфері кріотехніки, потім — в хімічній промисловості. Остання посада — головний інженер компанії Hoechst AG. В 1981 році вийшов на пенсію. В 1995 році заснував асоціацію «Партнерство з Сілезією», яка займалась покращенням німецько-польських відносин і серед іншого організувала допомогу постраждалим під час повені 1997 року.

## Нагороди
- Нагрудний знак пілота
- Залізний хрест
  - 2-го класу (9 червня 1941)
  - 1-го класу (12 березня 1943)
- Почесний Кубок Люфтваффе (20 вересня 1943)
- Авіаційна планка транспортної авіації в золоті
- Авіаційна планка нічного винищувача в золоті
- Німецький хрест в золоті (20 березня 1944)
- Лицарський хрест Залізного хреста з дубовим листям
  - лицарський хрест (9 червня 1944) — за 48 нічних перемог.
  - дубове листя (17 вересня 1944) — за 58 нічних перемог.
- Орден «За заслуги перед Федеративною Республікою Німеччина», медаль (9 травня 2006)[3]
- Почесний громадянин міста Ренська-Весь